# Bončo Genčev
Bončo Genčev (bulgare : Бончо Генчев) (né le 7 juillet 1964 à General Toševo en Bulgarie) est un footballeur professionnel bulgare.

## Biographie
Il passe une grande partie de sa carrière en Angleterre à Ipswich Town ainsi qu'au FC Etar Veliko Tarnovo, Sporting Portugal, CSKA Sofia et Luton Town FC, avant de finir sa carrière à Hendon et à Carshalton Athletic. Il participe à la coupe du monde 1994 et inscrit un penalty contre le Mexique. Il joue également l'euro 1996.
Il tient aujourd'hui un café à West Kensington (Londres) appelé Strikers.